# Honigsee
Honigsee est une commune allemande du Schleswig-Holstein, située dans l'arrondissement de Plön, à cinq kilomètres à l'ouest de Preetz. Honigsee fait partie de l'Amt Preetz-Land (« Preetz-campagne ») qui regroupe 17 communes entourant la ville de Preetz.